# Leptonycteris yerbabuenae
Leptonycteris yerbabuenae är en däggdjursart som beskrevs av Martinez och Martín Villa Carenzo 1940. Leptonycteris yerbabuenae ingår i släktet Leptonycteris och familjen bladnäsor. IUCN kategoriserar arten globalt som sårbar. Inga underarter finns listade i Catalogue of Life.
Arten blir ungefär 8 cm lång (huvud och bål), har en vingspann av cirka 25 cm och väger vanligen 23 g. Pälsen har huvudsakligen en gulbrun till grå eller kanelliknande färg. Vid näsan förekommer en smal hudflik (bladet). Leptonycteris yerbabuenae har liksom sina nära släktingar en lång tunga.
Denna fladdermus förekommer i sydvästra USA (Arizona och New Mexico) samt i norra Centralamerika fram till Honduras. Arten lever i låglandet och i bergstrakter upp till 2600 meter över havet. Habitatet utgörs av lövfällande skogar och av torra buskskogar.
Individerna vilar vanligen i grottor eller i gruvor och bildar där stora kolonier med flera tusen medlemmar (ibland upp till 100 000). Arten är nattaktiv och äter främst nektar och pollen samt några frukter och ibland insekter. Populationer som lever i norra delen av utbredningsområdet flyttar före vintern till sydligare regioner. Honor föder i maj eller juni en enda unge. Före ungarnas födelse bildar honor egna kolonier som är skilda från hanarna.
Denna fladdermus letar på natten efter föda. Den vilar på dagen men den är ofta vaken under vilotider. Vanligen ligger platsen där den letar efter föda några kilometer från viloplatsen. Parningen sker beroende på utbredning vid olika tider. Honor är uppskattningsvis fem månader dräktig och föder en unge per kull. Cirka fyra veckor efter födelsen får ungen flygförmåga.
Arten är viktig för flera växters pollination och den sprider även frön.

## Bildgalleri

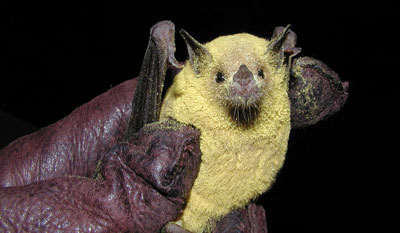
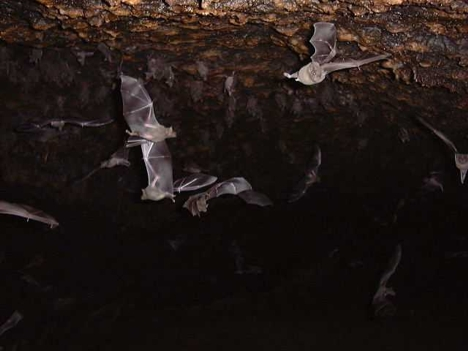
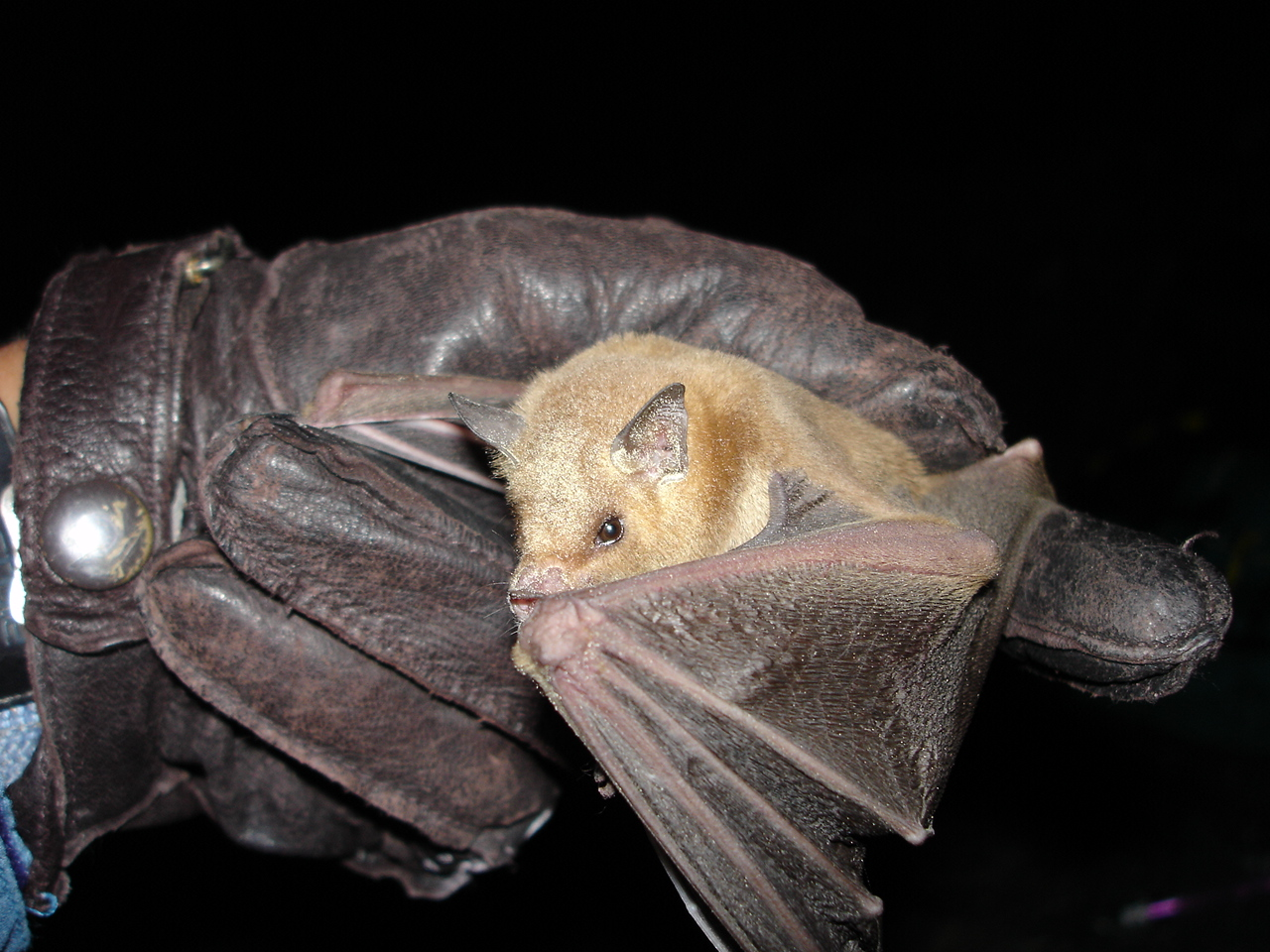